# Orbea longidens
Orbea longidens är en oleanderväxtart som först beskrevs av Nicholas Edward Brown, och fick sitt nu gällande namn av Leslie Larry Charles Leach. Orbea longidens ingår i släktet Orbea och familjen oleanderväxter. Inga underarter finns listade i Catalogue of Life.